# Pallacanestro Virtus Roma 1978-1979
Formazione della Pallacanestro Virtus Roma 1978-1979.
1978/79
|  | Italia (bandiera)      | Bruno Bastianoni   |
|  | Italia (bandiera)      | Massimo Bini       |
|  | Italia (bandiera)      | Roberto Castellano |
|  | Italia (bandiera)      | Giuseppe Danzi     |
|  | Stati Uniti (bandiera) | Mike Davis         |
|  | Italia (bandiera)      | Paolo Salvaggi     |
|  | Italia (bandiera)      | Luigi Santoro      |
|  | Italia (bandiera)      | Claudio Soldini    |
|  | Italia (bandiera)      | Maurizio Tomassi   |
|  | Stati Uniti (bandiera) | Tom Zaliagiris     |

- Allenatore: Nello Paratore
- Presidente: Giuseppe Mazzarella